# Pseudopaludicola boliviana
Pseudopaludicola boliviana é uma espécie de anfíbio da família Leptodactylidae que foi inicialmente descrito em Santa Cruz, na Bolívia.
Devido a presença de falanges terminais em formato de "T" e tubérculos nos calcanhares e pálpebras superiores, essa espécie foi inserida no grupo pusilla .
Além disso, essa espécie possui uma distribuição cis-Andeana associada com ambientes abertos, desde o norte da América do Sul (como Colômbia e Venezuela), passando pela Bolívia, até o sul (como Paraguai e Argentina). 

## Descrição morfológica

### Girino
Os girinos dessa espécie apresentam corpo oval com um focinho arredondado, tanto visto lateralmente quanto dorsalmente. As narinas estão localizadas mais próximas dos olhos (que estão posicionados dorsolateralmente) quando comparado com o focinho. Também há a presença de um espiráculo único, sinistral, ventrolateral e visível na perspectiva dorsal. A cauda representa 63% do comprimento total, sendo que a altura da barbatana caudal é maior que a do corpo e da barbatana ventral. 
O disco oral está localizado entre a posição anteroventral e ventral. Também há a presença de uma única fileira com 3 a 4 papilas marginais em cada lado da abertura rostral, enquanto em cada lado da abertura mental há 6 papilas marginais. Os dentes labiais podem apresentar de duas a quatro cúspides. 
Dorsalmente, o corpo apresenta coloração marrom com pontos pretos espalhados, assim como na cauda - que se iniciam a partir da musculatura caudal. Além disso, há dois pontos pretos em cada pálpebra, além de que é possível observar na íris pontos dourados espalhados. 
Em uma vista lateral, o corpo apresenta coloração marrom pálida com a base do espiráculo pigmentada. A musculatura caudal apresenta pequenas bandas escuras entre cada conjunto muscular. Além disso, a barbatana dorsal é mais clara que a barbatana ventral, que por sua vez apresenta bandas melânicas com pontos dourados espalhados. 
Por fim, ventralmente, a região intestinal apresenta coloração dourada e não é possível observar as espirais intestinais. Assim como em outras regiões do organismo, a garganta apresenta pontos dourados espalhados .

### Adulto
A espécie P. boliviana foi descrita morfologicamente por Parker em 1927. Os indivíduos adultos dessa espécie possuem um focinho arredondado ligeiramente maior que o diâmetro dos olhos - e, portanto, não é muito proeminente. As narinas estão localizadas mais próximas à ponta do focinho do que aos olhos. Além disso, o espaço interorbital é mais amplo que a pálpebra superior. O comprimento do focinho ao ânus (snout-vent length) é 15 mm. Se referindo aos membros, os anteriores e posteriores medem, respectivamente, 7 mm e  22 mm .
Nesses organismos, o tímpano não é visível. Sua língua é oval, inteira e livre na parte de trás. Vale citar também que indivíduos da espécie P. boliviana não apresentam o dente vomeriano .
Os dedos são compridos e parcialmente livres. O primeiro dedo é mais curto que o segundo, sendo todos delgados e ligeiramente dilatados distalmente. Possuem falange terminal em forma de “T”, com uma leve rede basal e franjas dérmicas laterais. Há a presença de tubérculos sob o antebraço, sendo os subarticulares bem desenvolvidos .
Ademais, esses organismos apresentam um par de tubérculos metatarsais cônicos com uma prega de pele, que sai da região interna até um tubérculo indistinto localizado no meio da parte inferior do tarso. Também há uma pequena papila dérmica cônica na articulação tíbio-tarsal, que por sua vez alcança a borda anterior do olho quando o membro posterior está comprimido .
A pele do animal é irregularmente verrugosa na parte dorsal e lisa na parte ventral, enquanto o aspecto posterior das coxas é granular. Se referindo a coloração de P. boliviana, na parte acima, os indivíduos apresentam a cor marrom com marmoreios irregulares mais escuros. O lábio superior apresenta tons mais claros, com barras verticais escuras, enquanto os membros possuem barras transversais, também escuras .
Há uma área preta com pontilhados brancos que se estendem ao longo do lado posterior de cada coxa (da abertura até o joelho). As superfícies inferiores são uniformemente esbranquiçadas. Uma característica que vale destacar é a borda da mandíbula inferior desses organismos, que possui manchas marrom .

## Alimentação
P. boliviana pode ser considerada uma espécie generalista e emprega um forrageio ativo como estratégia para obter seus alimentos. Os indivíduos se alimentam principalmente de artrópodes, destacando os insetos e aracnídeos. Os clados mais consumidos são os Acari (em temporadas chuvosas), Coleoptera (em temporadas secas), Diptera (constante entre as temporadas) e Homoptera. Entretanto, também consomem organismos dos grupos Hemiptera, Orthoptera, Collembola e Araneidae  
Há também uma leve diferença entre as dietas dos machos quando comparadas às das fêmeas: machos se alimentam preferencialmente, na respectiva ordem, dos grupos Coleoptera, Diptera, Hymenoptera (Formicidae) e Acari, enquanto as fêmeas, também em ordem de preferência, se alimentam dos grupos Diptera, Acari e Coleoptera .
Além disso, machos ingerem mais comida com maior variedade taxonômica quando comparados com as fêmeas, sendo importante ressaltar que as diferenças morfométricas entre machos e fêmeas - como o comprimento do focinho, peso corporal e largura da mandíbula - não justificam as diferenças encontradas na dieta entre os sexos .

## Parasitas helmintos
Em Corrientes, Argentina, foi observado que helmintos podem parasitar diferentes órgãos de P. boliviana, como intestino grosso, pulmão, bexiga urinária, mesentério, fígado, zona faríngea e rins. 
Foram identificados quatro principais grupos de parasitas, sendo eles Trematoda, Cestoda, Nematoda e Acanthocephala. Algumas das espécies encontradas parasitando P. boliviana são Catadiscus sp., Haematoloechus sp., Gorgoderina sp., Bursotrema sp., Plagiorchiata gen. sp., Travtrema sp., e Echinostomatidae gen. sp., Eucestoda gen. sp., Cosmocerca sp. e Centrorhynchus sp. 

## Tipos de habitat
P. boliviana é uma espécie terrestre que pode ocorrer em uma grande variedade de habitats, como o Cerrado, floresta Chiquitano, floresta úmida de transição, florestas tropicais úmidas, savanas úmidas, áreas pantanosas e campos alagados .

## Risco de extinção
Atualmente, não há grandes riscos à integridade populacional de P. boliviana. Entretanto, evidencia-se que a mesma pode ser impactada por efeitos antrópicos, como a perda de habitat para fins agropecuários, exploração madeireira, ocupação humana, incêndios e poluição .

## Distribuição geográfica
P. boliviana foi inicialmente descrita na região de Santa Cruz, na Bolívia e, baseada em sua morfologia, acreditava-se que essa espécie possui uma ampla distribuição, ocorrendo em outras diversas regiões como na Colômbia Oriental, norte do Brasil (estados de Roraima, Amapá e Pará), Amazônia Venezuelana através da região sul da Guiana, Suriname, região ocidental não andina da Bolívia, Paraguai e Argentina .
De acordo com uma análise de 2008, P. boliviana está distribuída no leste da Colômbia, sul da Venezuela, Guiana, Suriname, Roraima, até o leste da Bolívia, Paraguai, sudoeste do Brasil e norte da Argentina, ressaltando que podem ser encontrados em altitudes de até 700m acima do nível do mar .

## Canto de anúncio
Os cantos de anúncio dos anuros podem ter duas funções principais, sendo elas a atração de fêmeas para a reprodução ou repulsão de competidores .
De acordo com o estudo mais recente , o canto dos indivíduos de P. boliviana é composto por uma série de 6 a 255 grupos de notas multi pulsadas. Essas séries possuem uma duração de 0,8 a 73,6 segundos e são separadas por intervalos de 0,6 a 19,9 segundos. Cada grupo de notas possui duração de 53 a 118 milissegundos, também separados por intervalos de 71 a 528 milissegundos.
Cada grupo de notas é composto de 3 a 5 notas, que possuem uma estrutura regular (duração, intervalo e número de pulsos). A duração das notas variam de 7 a 25 milissegundos, separadas por intervalos de 1 a 14 milissegundos. A taxa de emissão varia de 687 a 1289 notas por minuto .
As notas possuem de 2 a 8 pulsos concatenados, com duração aproximada de 1 a 10 milissegundos, e são emitidas a uma taxa de 167-389 pulsos por segundo. As notas podem ter até três harmônicos. Os picos da frequência dominante situam-se entre 4091 Hz e 5512 Hz, enquanto as faixas de frequência mínimas e máximas são, respectivamente, 3187 Hz a 4996 Hz e 4350 Hz a 5943 Hz .